# Aramei

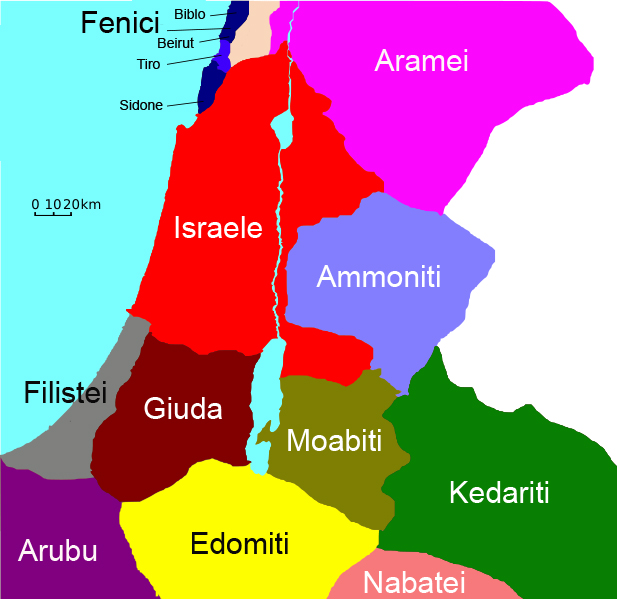
Mappa di Giuda, Israele e Aram nell'800 a.C.

Gli Aramei (Aramaico: ܣܘܪ̈ܝܝܐ ܐܪ̈ܡܝܐ Suryoye Oromoye) sono un popolo nomade semitico menzionato sei volte nella Bibbia ebraica, stanziato in Mesopotamia (Bayn Naharaim, "Tra i due fiumi", o Aram-Naharaim, 'i fiumi degli aramei") e nelle regioni vicine facenti parti dei moderni stati di Turchia, Siria, Iran, Iraq, Giordania e Libano. La maggior parte degli studiosi ritiene che i "due fiumi" in questione siano il Tigri (stando al Libro dei Giubilei) e l'Eufrate. Gli autori della Jewish Encyclopedia , tra il 1901 e il 1908, non trovarono il nome Aram nelle iscrizioni babilonesi o assire ma, basandosi sul contenuto di tre tavolette delle Lettere di Amarna, identificarono il Naharaim con il Nahrima.

## Storia

### Origini
Il termine "aramei" era utilizzato nell'antichità dagli Ebrei per distinguere i loro "cugini" più distanti, che abitavano ad oriente (Aram) dagli Arpachshadite (detti anche tribù dei Figli di Eber). Tuttavia, gli Aramei non formarono mai uno stato unito. Piuttosto, essi erano accomunati dall'uso della lingua aramaica che in origine era scritta utilizzando l'alfabeto fenicio. All'epoca degli imperi babilonese e persiano, l'aramaico divenne la lingua franca di tutto il Vicino Oriente antico.
Di fatto, il concetto di "aramei" e di "aramaico" è essenzialmente linguistico, dal momento che solo in brevi periodi esistette un "regno arameo", peraltro lungi dal mantenere sotto la propria sovranità tutte le popolazioni di lingua aramaica.
A parte un primo enigmatico riferimento ad Aram in iscrizioni che descrivevano lo sfruttamento di Naram-Sin in Siria, viene generalmente accettato che gli Aramei si trovassero in quell'area fin dal XIV secolo a.C., e che fossero organizzati per case familiari, o Bet, come Bet Adini (la casa di Adin, oggi Tell Ahmar), o Bet Agusi (a nord di Aleppo).

### Organizzazione politica
Nell'odierna Siria esisteva una federazione di piccoli principati aramei, agli ordini di un re senza carattere divino che si avvaleva di una folta burocrazia, come Aram Damascus (oggi semplicemente Damasco) e Hamath. Comunque gli Aramei non divennero mai un impero veramente unito.

### Il crollo dei principati aramaici
Questi regni vennero soggiogati da Adad-nirari II, da Assurnasirpal II e da suo figlio Salmanassar III, che distrussero molte delle piccole tribù e diedero il controllo della Siria, dei suoi commerci locali e delle sue risorse naturali agli assiri. Alcuni re assiri presero persino mogli aramee. Benché senza uno stato, gli Aramei continuarono ad essere presenti in Babilonia e Mesopotamia, dove vennero assimilati nelle società locali.

## Cultura

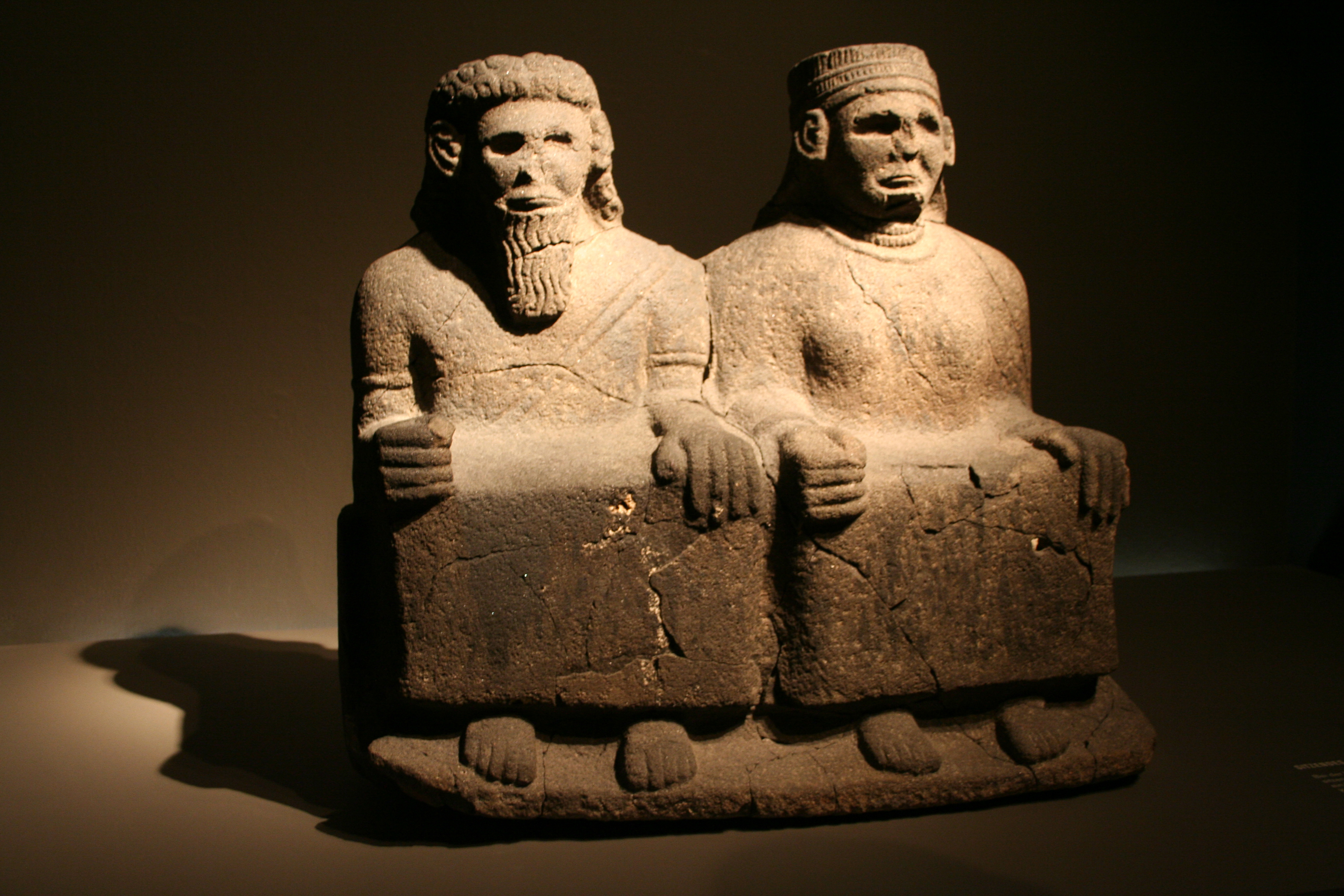
Ritrovamento di una raffigurazione di leoni, secondo la cultura degli antichi Aramei.

Gli Aramei ereditarono la cultura e la letteratura dai Babilonesi e da altri popoli mesopotamici.

### Letteratura
Esempio della letteratura aramaica è la stele di Zakkur, la più antica di Kilamuwha. Questa stele parla di gesta di re con gli dei compresa la maledizione di chi l'avesse distrutta.

### Arte
Le città aramaiche erano decorate da grandiose costruzioni monumentali, ricche di bassorilievi e di statue: si tratta di uno stile molto originale, con leggeri influssi dell'arte neoittita.

### Religione
La religione dei principati aramei assomigliava molto a quelle cananea e babilonese, perché adoravano divinità come El Baal ed Astarte. Infatti gli Aramei ereditarono la cultura dei popoli dell'antica Mesopotamia, compresa la loro mitologia. In seguito furono uno dei primi popoli ad abbracciare il cristianesimo.

## Aramei moderni

Bandiera del popolo siriaco-aramaico

Gli aramei moderni, noti come assiri, siri o siriaci, praticano prevalentemente la religione cristiana e parlano una versione dell'aramaico nota come siriaco. Per adottare i termini genealogici dell'antichità, si potrebbe considerarli come i discendenti di Aram, che era figlio di Sem, o, forse, di Nahor, fratello di Abramo, tramite suo figlio Kemuel, padre di Aram.